# Banira Giri
Banira Giri (Kurseong, 11 de abril de 1946 – Katmandú, 24 de mayo de 2021) fue una poeta y novelista nepalí, conocida por novelas como Karagar, Nirbandha y sus colecciones de poesía como Jiwan: Thayamaru, Euta Jiundo Jung Bahadur, etc. En 1999, recibió el premio Sajha Puraskar por su novela Shabdatit Shantanu, convirtiéndose en la primera mujer en obtener este galardón.

## Trayectoria

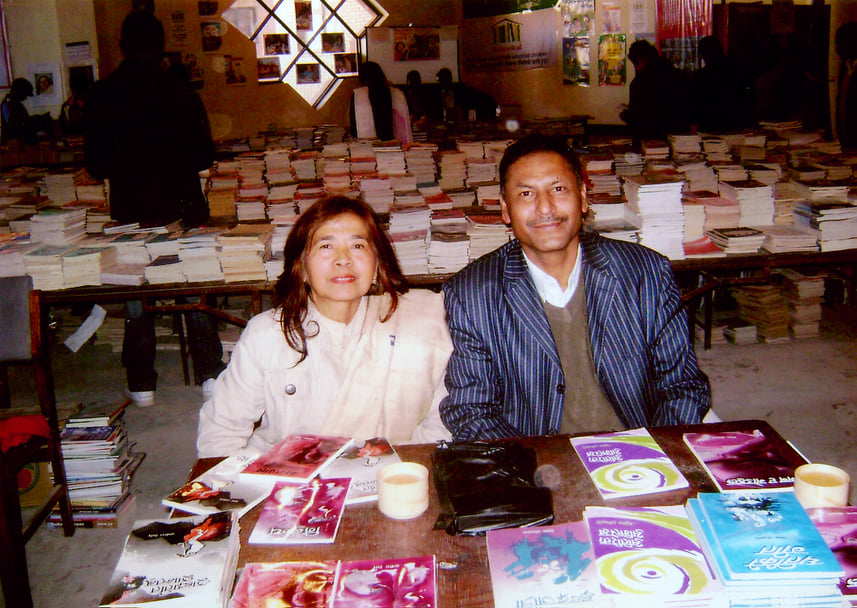
Giri, con sus obras, en una exposición de libros organizada por Sajha Prakashan en Rashtriya Nachghar Jamal Kathmandu, el poeta Dinesh Adhikari a su izquierda. (25 de noviembre de 2007)

Giri nació el 11 de abril de 1946 (29 Chaitra 2002 en el calendario nepalí Vikram Samvat) en Kurseong, India. Estudió en Darjeeling. Se licenció en la Universidad del Norte de Bengala.
En 1965, participó en Katmandú en un concurso de poesía de la Academia de Nepal, quedando en segundo lugar. Las medallas del concurso fueron entregadas por el rey Mahendra de Nepal. Mientras recibía el premio, le expresó al rey su interés en realizar una maestría en literatura nepalí en la Universidad Tribhuvan, recibiendo posteriormente una invitación de la Secretaría Real para estudiar en dicha universidad con una beca.
En 1975, representó a Nepal en la Conferencia de Escritores Afroasiáticos de 1975, siendo la segunda poeta nepalí en hacerlo, después de Laxmi Prasad Devkota. En el curso 1985-1986, se doctoró en la  Universidad de Tribhuvan por su tesis sobre la poesía de Gopal Prasad Rimal Gopal Prasad Rimal ka Kavya ma Swachchhandatavad (El romanticismo en los poemas de Gopal Prasad Rimal, es español). Fue la primera mujer en doctorarse en esa universidad.
Entre sus obras más conocidas se encuentra la novela Karagar, Nirbandha y algunas de sus colecciones de poesía como Jiwan: Thayamaru, Euta Jiundo Jung Bahadur, etc.
La noche del 24 de mayo de 2021, Giri murió por un ataque cardíaco y siendo positiva por COVID-19, a la edad de 75 años en Katmandú. Además, sufría Alzhéimer.

## Reconocimientos
En 1997, el Japan Foundation Asia Center condecoró a Giri con el Takeshi Kaiko Memorial Award por su recital de poesía en solitario en tres grandes ciudades japonesas.
Ganó el Sajha Puraskar en 1999 por su obra de fantasía poética Shabatit Shantanu siendo la primera mujer en obtener este galardón. También recibió el Suprabal-Gorkha-Dakshin-Bahu, el segundo honor civil más alto en el Reino de Nepal por parte del Gobierno de Su Majestad de Nepal.
La Biblioteca del Congreso de Estados Unidos cuenta en sus archivos con ocho de sus obras literarias.